# Francisco Romero Fernández
Francisco Romero (Torralba de Calatrava, provincia de Ciudad Real, 24 de abril de 1961) es un escritor y autor dramático español.
Empezó a trabajar como fotógrafo publicitario; en 1995 dejó esa actividad para consagrarse a tiempo completo a la literatura. Ha cultivado los géneros de guion cinematográfico y radiofónico, cuento, novela y teatro. Estos dos últimos son a los que dedica en la actualidad.
Llegó al teatro con la Compañía del Corral de Comedias de Almagro, primero como técnico y posteriormente como adaptador, realizando las versiones de La Posadera de Carlo Goldoni y La discreta enamorada de Lope de Vega; reside actualmente en Almagro y sigue trabajando con la compañía de teatro.
Obtuvo el Premio Alejandro Casona de Teatro 2003 por la obra Terapia, concedido por la Consejería de Cultura del Principado de Asturias, el Premio Hogar Sur de Teatro de Comedias 99 por la obra El legado de Julie Newman, concedido por la Fundación Muñoz Seca, y el Premio Dulce Chacón de Novela Corta 2003 por Memorias de un Paraguas. También ha sido finalista del Premio Emilio Alarcos Llorach de Novela 2004 por Cuatro hilos para un epitafio.
- Datos: Q5867313